# حزقيال باوتيستا سانشو
حزقيال باوتيستا سانشو (بالإسبانية: Juan Bautista Sancho)‏ هو ملحن إسباني، ولد في 1772 في أرتا في إسبانيا، وتوفي في 1830.

## وصلات خارجية
- حزقيال باوتيستا سانشو على موقع ميوزك برينز (الإنجليزية)